# Yangon United Football Club
Lo Yangon United Football Club è una società di calcio birmana di Yangon.

## Storia
Il 18 luglio 2007 il presidente del gruppo Htoo Of Companies annunciò la volontà di costituire squadra di calcio. Così, per la stagione 2007-2008, la società rilevò i diritti del  Viva FC a cui cambiò il nome in Air Bagan FC per disputare la stagione 2007-2008 della serie cadetta birmana. L'Air Bagan vinse il campionato e venne promosso in massima serie. Nella sua prima stagione in massima serie ottenne il decimo posto finale.
Nel 2009 la federazione calcistica della Birmania decise di dare vita al primo campionato professionistico, la società assunse il nome di Yangon United.
Ha esordito nella nuova competizione, la Lega Nazionale, il 16 maggio 2009 sconfiggendo per 4 a 0 contro lo Zayar Shwe Myay Football Club. Nel primo campionato disputato lo Yangon United giunse secondo, perdendo la finale ai rigori contro lo Yadanarbon.
Nella stagione 2011 lo Yangon United vinse il suo primo campionato, successo che bissò anche l'anno seguente e che triplicò nel 2013.

## Palmarès

### Competizioni nazionali
- Campionato birmano di calcio: 5

2011, 2012, 2013, 2015, 2018

### Altri piazzamenti
- Campionato birmano di calcio:

Secondo posto: 2014, 2016, 2017, 2024-2025
Terzo posto: 2010, 2019
- Coppa dell'AFC:

Semifinale zonale: 2018